# Papá youtuber
Papá youtuber es una película de comedia peruana-mexicana de 2019 dirigida por Fernando Villarán y escrita por Villarán y Gonzalo Ladines. Está protagonizada por Carlos Carlín, Gianella Neyra, Pelo Madueño, Manuel Gold y Vanessa Saba. Se estrenó el 11 de abril de 2019 en los cines peruanos.

## Sinopsis
Rómulo es un padre de familia con poca simpatía por la tecnología que es despedido por su nuevo jefe, un joven millennial. Desesperado por no perder su hogar y tras enterarse de que su mujer está embarazada, decide convertirse en Youtuber, para lo que necesitará la ayuda de sus dos incomprendidos hijos mayores.

## Reparto
Los actores que participaron en esta película son:
- Carlos Carlín como Rómulo
- Gianella Neyra como Lucía
- Thiago Béjar como Beto
- Valentina Izquierdo como Maia
- Manuel Gold como Thiago
- Analía Laos como Taxi de pasajeros
- Pelo Madueño como Pepe
- Ebelin Ortiz como Tati
- Rodrigo Palacios como Camilo
- Jely Reátegui como Fiorella
- Vanessa Saba como Lorena

## Producción
El rodaje de la película comenzó a finales de agosto de 2018 en los distritos de Lima y Callao, y las grabaciones finalizaron el 25 de septiembre de 2018, luego de 4 semanas.

## Reconocimientos
| Año  | Premio        | Categoría               | Recipiente     | Resultado | Ref.  |
| ---- | ------------- | ----------------------- | -------------- | --------- | ----- |
| 2020 | Premios Luces | Mejor película          | Papá Youtuber  | Nominada  | [ 7 ] |
| 2020 | Premios Luces | Mejor actor             | Carlos Carlín  | Nominado  | [ 7 ] |
| 2020 | Premios Luces | Mejor actriz de reparto | Gianella Neyra | Ganadora  | [ 8 ] |

## Remakes
A finales de enero de 2021 se anunció que la película contará con 2 remakes realizados en Francia por StudioCanal y España por YouthPlanet Films.